# Edsel Corsair
De Edsel Corsair is een auto die in 1958 en 1959 door Edsel werd geproduceerd en verkocht. In 1958 werd de Corsair gebouwd op het langere, bredere Edsel-platform dat werd gedeeld met automerk Mercury. In 1959 deelde de Corsair het kortere, smallere Edsel Ranger-platform met Ford.

## 1958

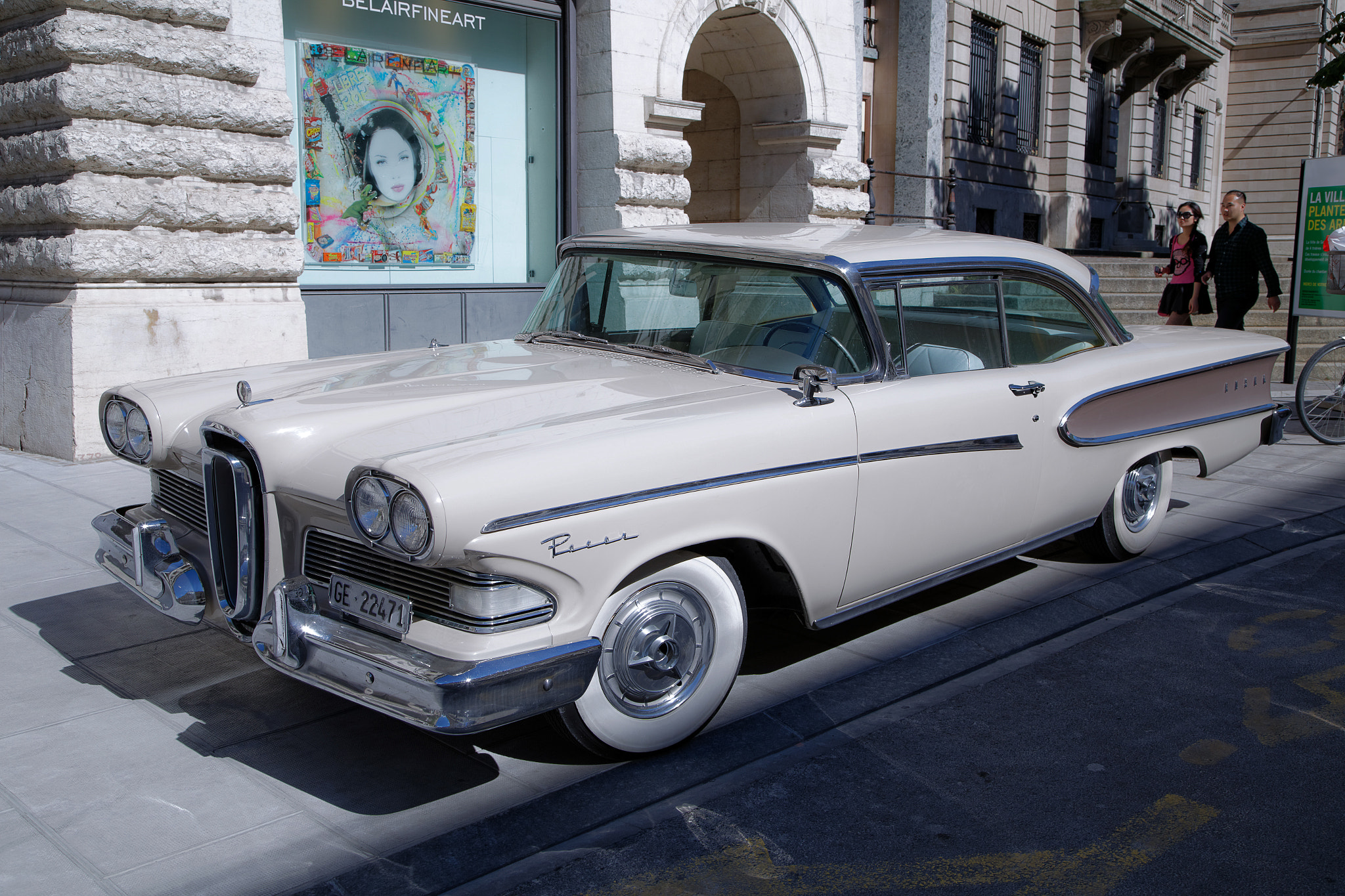
De Edsel Corsair uit 1958

De Corsair uit 1958 was een van de luxere uitvoeringen van het Edsel-merk. Het had hoogwaardige interieurbekleding, extra roestvrijstalen details en luxe wielbedekkingen. Beschikbaar als twee- of vierdeurs hardtop, deelde de Corsair, net als het topmodel Citation, de daklijnen met Mercury-modellen en enkele interne carrosseriecomponenten. De carrosserieonderdelen van de Corsair en Citation konden niet uitgewisseld worden met die van de Ranger of Pacer, die op kleinere en smallere Ford-frames gebouwd waren. Standaard was de Corsair uitgerust met een diep ingezonken veiligheidsstuurwiel.

## 1959

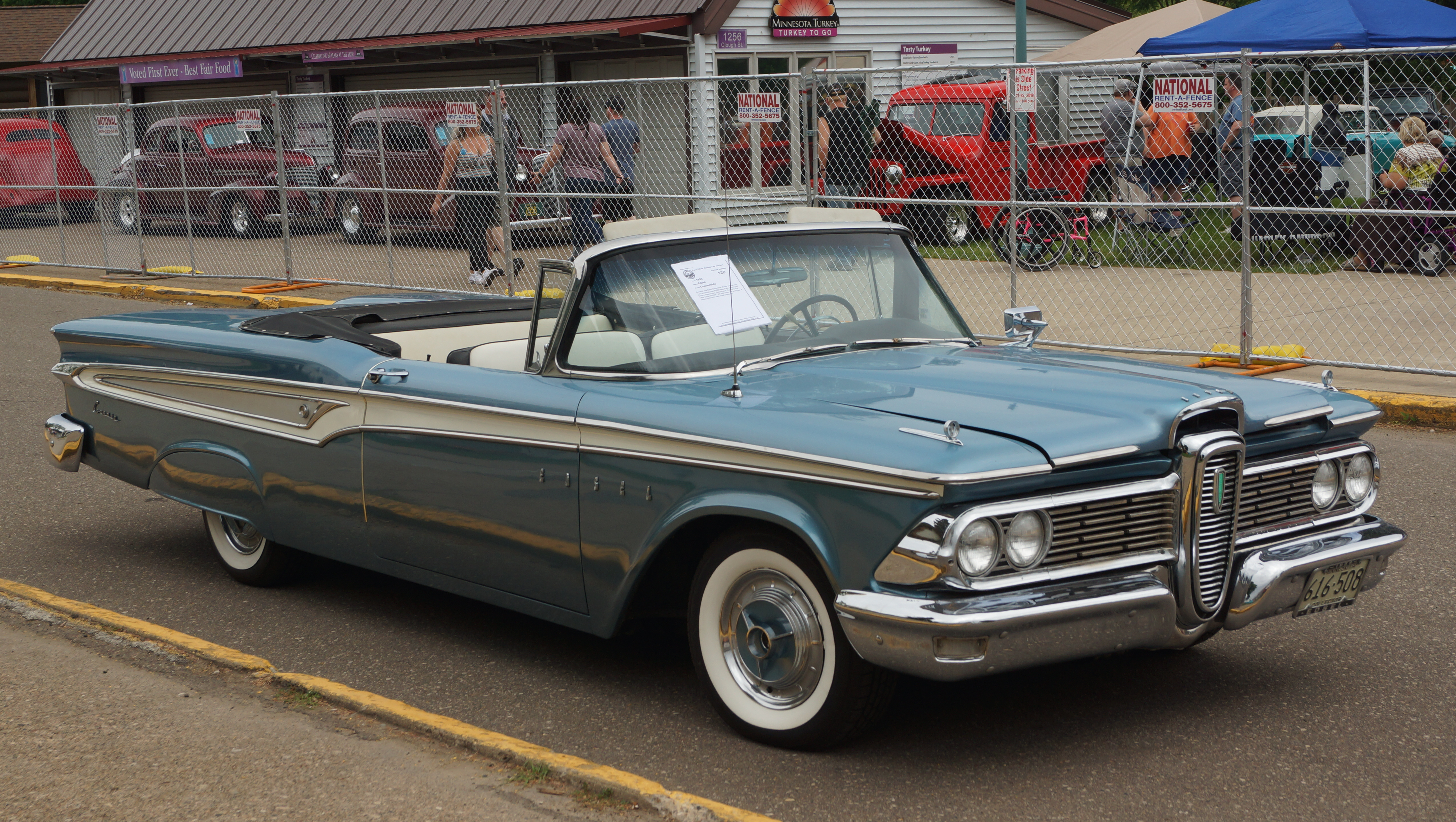
De cabrioletversie van de Edsel Corsair uit 1959

De Edsels van 1959 werden geïntroduceerd in de herfst van 1958. Voor het modeljaar 1959 werden de Citation- en Pacer-modellen uit het assortiment van Edsel gehaald. Het ontwerp van de Edsels van 1959 was veel ingetogener, inclusief de verticale grille die nu een fijn lijnenpatroon had. De Corsair werd nu het topmodel van Edsel, ter vervanging van het stopgezette Citation-model. In tegenstelling tot in 1958, deelde de Corsair nu zijn carrosseriepanelen met de Ranger, waarbij de twee zich onderscheidden door verschillen in afwerking en opties. De Corsair kreeg ook varianten met vier deuren en een cabrioletversie. De gehele serie was gebaseerd op de Ford Fairlane 500 uit 1959.

## 1960
Hoewel er nooit een Corsair uit 1960 is geproduceerd, overwoog Ford oorspronkelijk om deze aan te bieden als een luxe upgrade van de Ranger-serie. Er werd ten minste één prototype gemaakt, een tweedeurs hardtop gebaseerd op de Ford Starliner. Dit prototype had de Edsel-grille van 1960, maar met een grote verticale chromen staaf in het midden die boven de motorkap uitsteeg. Aan de zijkanten werd extra chromen afwerking toegevoegd en het interieur was voorzien van geüpgradede, gevormde stoelen.
Hoewel de Corsair van 1960 werd geannuleerd voordat de productie begon, was het verbeterde interieur beschikbaar als optie voor de Rangers.

## Trivia

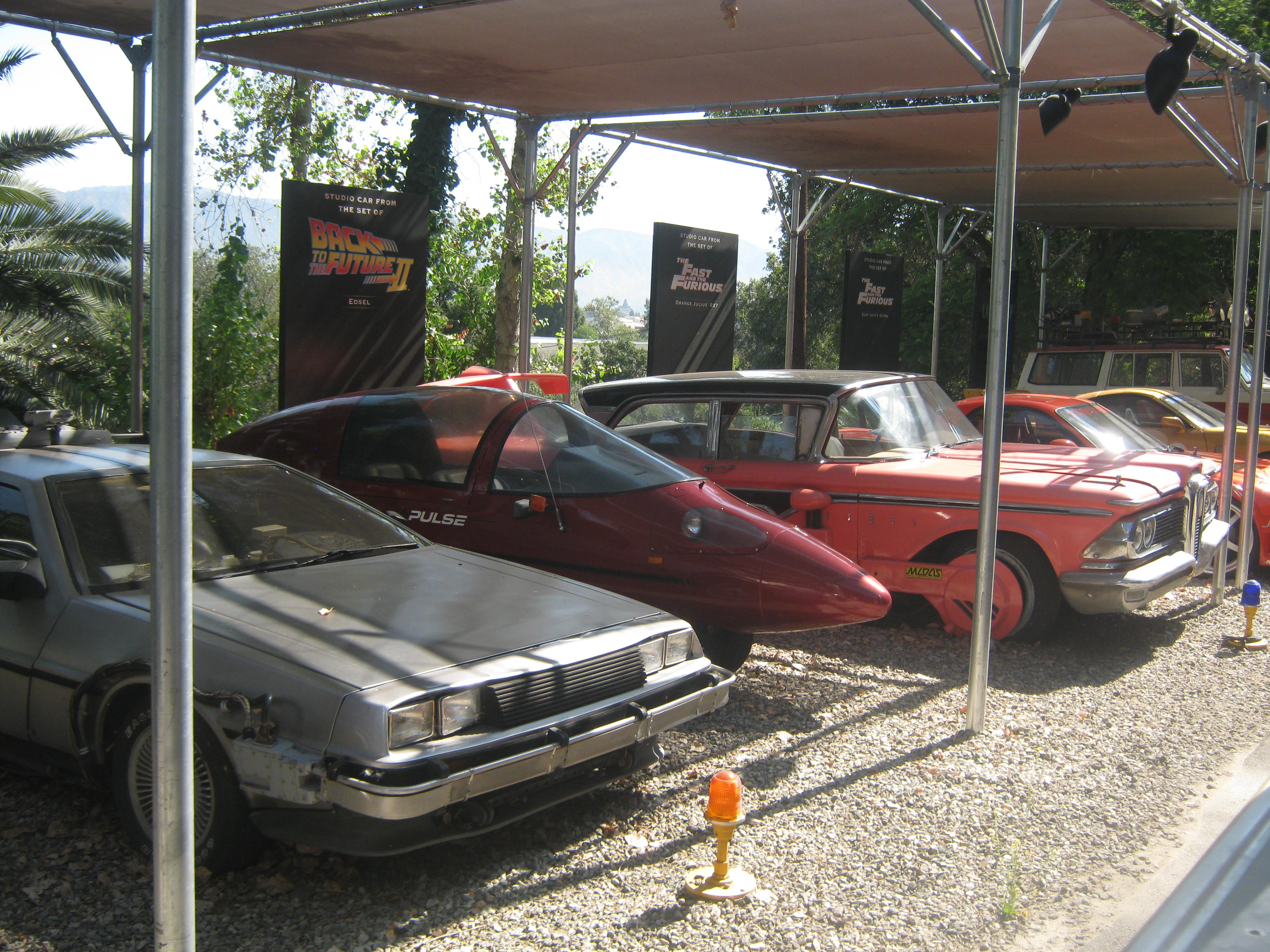
De gemodificeerde Edsel Corsair uit 1959 in Back to the Future Part II (rechts)

- In de film  Back to the Future Part II komt ook een Edsel Corsair uit 1959 voor. De roze auto heeft een zwart dak en is als typische road car omgebouwd tot een skyway flyer (vliegende auto).[4]